# Paumotu
Le paumotu ou pa’umotu (autonyme : reo pa’umotu ou reko pa’umotu) est une langue polynésienne de la famille des langues austronésiennes.  Cette langue de Polynésie française est parlée dans l'archipel des Tuamotu.

## Présentation
Souvent désignée localement par te reo o te tuamotu (la langue des Tuamotu),  cette langue comprend sept variantes dialectales ou aires linguistiques : Parata, Vahitu, Maragai, Fagatau, Tapuhoe, Napuka, et Mihiroa.
Depuis 2008, elle est régie par l'Académie pa'umotu.
Le paumotu fait partie de l'ensemble de politique linguistique Reo mā’ohi, qui désigne de façon non-scientifique l'ensemble des langues de Polynésie française. Outre le paumotu, cet ensemble inclut les langues et dialectes suivants : 
- le tahitien (ou reo tahiti), la langue de l'archipel des îles de la Société.
- le marquisien qui se subdivise en deux : le ’eo enana  au nord-ouest des îles Marquises et le ’eo enata au sud-est des Marquises ;
- les langues des Australes (reo rapa, rurutu, tubuai, rimatara, raivavae) ;
- le mangarévien (ou reo mangareva) aux îles Gambier.

Le paumotu est une proche parente des langues polynésiennes de Polynésie orientale, dont notamment l'hawaïen, le maori des Îles Cook ou le maori de Nouvelle-Zélande, et le rapanui (langue de l'île de Pâques).

## Écriture
| Voyelles  | a | e | i | o | u |   |   |   |   |
| Consonnes | f | g | h | m | n | p | r | t | v |

En mihiroa, le k et le g sont généralement remplacés par l’occlusive glottale écrite avec l’apostrophe ‹ ’ ›.
Les voyelles longues sont écrites avec un macron, appelé tārava : ā, ē, ī, ō, ū.